# Heidenau, Niedersachsen
Heidenau är en kommun i Landkreis Harburg i Niedersachsen, Tyskland. Motorvägen A1 passerar norr om orten.
Kommunen ingår i kommunalförbundet Samtgemeinde Tostedt tillsammans med ytterligare åtta kommuner.